# Сферична теорема Піфагора

Прямокутний сферичний трикутник з гіпотенузою c, катетами a і b і прямим кутом C.

Сфери́чна теоре́ма Піфаго́ра — теорема, що встановлює співвідношення між сторонами прямокутного сферичного трикутника.

## Формулювання і доведення
Сферична теорема Піфагора формулюється так:
| Ліві лапки | Косинус гіпотенузи прямокутного сферичного трикутника дорівнює добутку косинусів його катетів. | Праві лапки |

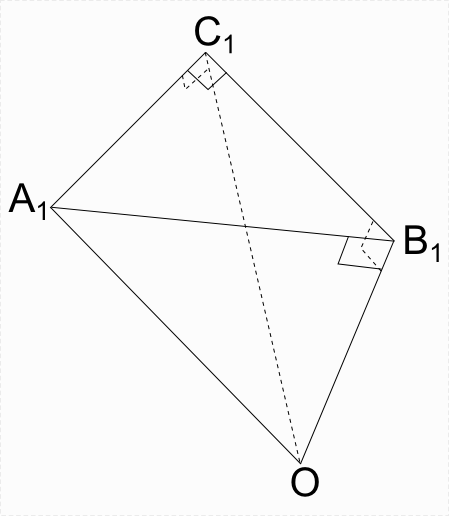
Малюнок до доведення сферичної теореми Піфагора.

Доказ проведемо за допомогою тригранного кута OA1B1C1 зі сторонами (променями) OA1, OB1, OC1 і вершиною в точці O, плоскі кути A1OC1 і C1OB1 якого дорівнюють катетам b і a даного трикутника, плоский кут A1OB1 дорівнює його гіпотенузі c, двогранний кут між гранями A1OC1 і C1OB1 дорівнює 90 градусів, а інші два двогранних кути дорівнюють відповідним кутам прямокутного сферичного трикутника. Цей тригранний кут перетинає площина A1B1C1, перпендикулярна до променя OB1. Тоді кути A1C1O і A1C1B1 будуть прямими.
Зауважимо, що
{\displaystyle {\frac {OB_{1}}{OA_{1}}}=\cos \angle A_{1}OB_{1}=\cos c,}
{\displaystyle {\frac {OC_{1}}{OA_{1}}}=\cos \angle A_{1}OC_{1}=\cos b,}
{\displaystyle {\frac {OB_{1}}{OC_{1}}}=\cos \angle C_{1}OB_{1}=\cos a.}
Звідси
{\displaystyle \cos c={\frac {OB_{1}}{OA_{1}}}={\frac {OB_{1}}{OC_{1}}}\cdot {\frac {OC_{1}}{OA_{1}}}=\cos a\cos b.}
Що й потрібно було довести.
Якщо вважати, що сферичну теорему косинусів уже доведено, формулу для сферичної теореми Піфагора можна зразу отримати з неї, записавши сферичну теорему косинусів для гіпотенузи даного прямокутного сферичного трикутника і просто підставивши в отриманий вираз кут 90°, косинус якого дорівнює нулю.

## Наслідки і застосування
За радіусу сфери, що прямує до нескінченності, сферична теорема Піфагора переходить у теорему Піфагора планіметрії. Тому, оскільки радіус Землі великий, за невеликих відстаней прямокутні трикутники на поверхні Землі (наприклад, використовувані для вимірювання відстаней і кутів на місцевості) практично підпорядковуються теоремі Піфагора планіметрії, тоді як для великих відстаней, порівнянних з радіусом Землі, вже необхідно застосовувати сферичну теорему Піфагора.
Застосувавши сферичну теорему Піфагора, можна отримати формули для різниці довгот і відстані між точками земної поверхні, а, отже, й відповідні формули для відстаней і координат точок на небесній сфері.
Зі сферичної теореми Піфагора випливає, що в прямокутному сферичному трикутнику кількість сторін, менших від 90°, непарна, а більших — парна. Тому якщо обидва катети прямокутного сферичного трикутника більші від 90°, то його гіпотенуза менша від 90°, тобто в цьому випадку гіпотенуза коротша від кожного з двох катетів — положення, неможливе для прямокутного трикутника на площині.

## Історія
Сферична теорема Піфагора була відома ще Аль-Біруні, який разом з тим не знав сферичної теореми косинусів, тому застосував сферичну теорему Піфагора і теорему синусів для розв'язання принаймні двох задач: визначення різниці довгот двох пунктів на поверхні Землі за їх широтами і відстанню між ними і визначення відстані між двома пунктами на поверхні Землі за їх широтами і довготами:81.